# Atlantis (wahadłowiec)
Atlantis – czwarty wahadłowiec NASA, który odbył lot kosmiczny. Był on jednym z pięciu zbudowanych w USA orbiterów wielorazowego użytku przeznaczonych do transportu ludzi oraz sprzętu na orbitę oraz z powrotem.
Dzięki wcześniejszym doświadczeniom prace przy budowie promu trwały o połowę krócej niż w przypadku wahadłowca Columbia. Był to między innymi rezultat zastosowania w górnych partiach orbitera nowej osłony termicznej, w formie elementów materiału izolacyjnego o dużej powierzchni, którymi zastąpiono wykorzystywane wcześniej małe płytki, które wymagały żmudnego procesu montażowego.

## Nazwa
Prom kosmiczny Atlantis został nazwany na cześć pierwszego amerykańskiego oceanograficznego okrętu badawczego, dwumasztowego żaglowca RV Atlantis pracującego w ramach Instytutu Oceanograficznego Woodsa Hole'a Woods Hole Oceanographic Institution w Massachusetts. W latach 1930–1966 Atlantis był wykorzystywany do różnorodnych badań; pływający nim naukowcy tworzyli między innymi mapy dna morskiego za pomocą pierwszych echosond.

## Ważniejsze daty
| Data                | Wydarzenie                                                  |
| ------------------- | ----------------------------------------------------------- |
| 29 stycznia 1979    | Podpisanie kontraktu na konstrukcję                         |
| 30 marca 1980       | Rozpoczęcie montażu struktury modułu załogi                 |
| 23 listopada 1981   | Rozpoczęcie montażu struktury kadłuba                       |
| 13 czerwca 1983     | Do Palmdale docierają skrzydła wyprodukowane przez Grummana |
| 2 grudnia 1983      | Rozpoczęcie montażu całości                                 |
| 10 kwietnia 1984    | Zakończenie montażu                                         |
| 6 marca 1985        | Prezentacja w Palmdale                                      |
| 3 kwietnia 1985     | Transport lądowy z Palmdale do bazy Edwards                 |
| 9 kwietnia 1985     | Dostarczenie do Kennedy Space Center                        |
| 5 września 1985     | Oznaczenie gotowości do lotu                                |
| 3 października 1985 | Pierwszy lot (STS-51-J)                                     |
| 8 lipca 2011        | Ostatni lot promu (STS-135)                                 |

Po opuszczeniu hali montażowej orbiter miał masę 68 092 kg i był lżejszy o 3500 kg od Columbii. Prom został dostarczony do KSC 9 kwietnia 1985 roku i przez siedem miesięcy był przygotowywany do pierwszej misji.

## Udoskonalenia
Do roku 2005 Atlantis przeszedł dwa remonty. Najbardziej znaczące zmiany to:
- nowe instalacje hydrauliczne i elektryczne, pozwalające na wykonywanie dłuższych misji przez orbitery,
- nowa izolacja głównych włazów podwozia,
- poprawione systemy sterowania,
- przygotowania dla systemu dokowania orbiterów w stacji Mir,
- instalacja śluzy i systemu dokowania orbitera dla Międzynarodowej Stacji Kosmicznej,
- instalacja wielofunkcyjnego systemu wyświetlaczy – „szklanego kokpitu”.

## Misje
Pierwsze misje nie miały wiele wspólnego z badaniami naukowymi. Pierwszy start promu Atlantis miał miejsce 3 października 1985 roku. Wahadłowiec dostarczył na orbitę objęty tajemnicą ładunek Departamentu Obrony (U.S. Departament of Defence, DOD). Była to jedna z pięciu  tajnych misji związanych z programem wojen gwiezdnych. W roku 1989 Atlantis wyniósł na swoim pokładzie sondy kosmiczne Magellan oraz Galileo, a także w roku 1991 Teleskop kosmiczny Comptona, (CGRO) a w roku 2008 laboratorium kosmiczne Columbus – Moduł ISS skonstruowany przez ESA. W 2009 wykonał ostatnią misję serwisową do Teleskopu Hubble’a (STS-125), a w 2011 ostatni lot w programie wahadłowców (STS-135).
Od misji STS-71 wahadłowiec rozpoczął loty do stacji orbitalnej Mir. Dostarczanie i odbieranie astronautów ze stacji było pierwszym amerykańskim doświadczeniem. Podczas misji STS-79 prom odebrał z Mira astronautkę Shannon Lucid, po jej rekordowym, 188-dniowym pobycie w kosmosie. Następnie Atlantis brał udział w budowie ISS i dostarczył wiele jej istotnych elementów. 
Prom kosmiczny Atlantis wykonał 33 misje, spędził w przestrzeni 306 dni, zaliczył 4848 orbit, przeleciał łącznie 203 mln km, liczba astronautów na pokładzie: 191, liczba misji do stacji orbitalnej Mir: 7, liczba misji do ISS: 12.
| Lp. | Dzień           | Rok  | Misja    | Uwagi |  |
| --- | --------------- | ---- | -------- | --- |  |
| 1   | 3 października  | 1985 | STS-51-J | Misja Departamentu Obrony: Dowódca Karol Joseph Bobko                                                                                 |  |
| 2   | 26 listopada    | 1985 | STS-61-B | Wyniesienie trzech satelitów komunikacyjnych: MORELOS-B, AUSSAT-2 i SATCOM KU-2.                                                      |  |
| 3   | 2 grudnia       | 1988 | STS-27   | Misja Departamentu Obrony |  |
| 4   | 4 maja          | 1989 | STS-30   | Wyniesienie satelity Magellan |  |
| 5   | 18 października | 1989 | STS-34   | Wyniesienie satelity Galileo |  |
| 6   | 28 lutego       | 1990 | STS-36   | Misja Departamentu Obrony |  |
| 7   | 15 listopada    | 1990 | STS-38   | Misja Departamentu Obrony |  |
| 8   | 5 kwietnia      | 1991 | STS-37   | Wyniesienie Compton Gamma Ray Observatory                                                                                             |  |
| 9   | 2 sierpnia      | 1991 | STS-43   | Wyniesienie TDRS-5 |  |
| 10  | 24 listopada    | 1991 | STS-44   | Misja Departamentu Obrony |  |
| 11  | 24 marca        | 1992 | STS-45   | Pierwsza misja Atmosferycznego Laboratorium dla Zastosowań i Nauki (ang. Atmospheric Laboratory for Applications and Science – ATLAS) |  |
| 12  | 31 lipca        | 1992 | STS-46   | Wyniesienie European Retrievable Carrier (ESA) i systemu satelitarnego Tethered (NASA)                                                |  |
| 13  | 3 listopada     | 1994 | STS-66   | Trzecia misja ATLAS |  |
| 14  | 27 czerwca      | 1995 | STS-71   | Pierwsze dokowanie promu do stacji orbitalnej Mir                                                                                     |  |
| 15  | 12 listopada    | 1995 | STS-74   | Wyniesienie modułu dokującego stacji Mir                                                                                              |  |
| 16  | 22 marca        | 1996 | STS-76   | Połączenie ze stacją orbitalną Mir, wymiana załogi: Shannon Lucid                                                                     |  |
| 17  | 16 września     | 1996 | STS-79   | Połączenie ze stacją orbitalną Mir, wymiana załogi: Shannon Lucid, John Blaha                                                         |  |
| 18  | 12 stycznia     | 1997 | STS-81   | Połączenie ze stacją orbitalną Mir, wymiana załogi: John Blaha, Jerry Linenger                                                        |  |
| 19  | 15 maja         | 1997 | STS-84   | Połączenie ze stacją orbitalną Mir, wymiana załogi: Jerry Linenger, Michael Foale                                                     |  |
| 20  | 25 września     | 1997 | STS-86   | Połączenie ze stacją orbitalną Mir, wymiana załogi: Michael Foale, David A. Wolf                                                      |  |
| 21  | 19 maja         | 2000 | STS-101  | Konstrukcja Międzynarodowej Stacji Kosmicznej - zamontowanie manipulatora Strieła 2, przygotowanie stacji do przyjęcia Zwiezdy        |  |
| 22  | 8 września      | 2000 | STS-106  | Konstrukcja Międzynarodowej Stacji Kosmicznej                                                                                         |  |
| 23  | 7 lutego        | 2001 | STS-98   | Konstrukcja Międzynarodowej Stacji Kosmicznej - laboratorium Destiny                                                                  |  |
| 24  | 12 lipca        | 2001 | STS-104  | Konstrukcja Międzynarodowej Stacji Kosmicznej - nowa śluza powietrzna                                                                 |  |
| 25  | 8 kwietnia      | 2002 | STS-110  | Konstrukcja Międzynarodowej Stacji Kosmicznej - kratownica S0 oraz transporter dla stacji                                             |  |
| 26  | 7 października  | 2002 | STS-112  | Konstrukcja Międzynarodowej Stacji Kosmicznej - kratownica S1                                                                         |  |
| 27  | 9 września      | 2006 | STS-115  | Rozbudowa ISS- moduły kratownicy P3 i P4 oraz dwie nowe baterie słoneczne                                                             |  |
| 28  | 8 czerwca       | 2007 | STS-117  | Rozbudowa ISS- elementy kratownicowe ITS S3/S4 oraz baterie słoneczne PV Array                                                        |  |
| 29  | 7 lutego        | 2008 | STS-122  | Rozbudowa ISS – laboratorium kosmiczne Columbus – Moduł skonstruowany przez Europejską Agencję Kosmiczną                              |  |
| 30  | 11 maja         | 2009 | STS-125  | 4 misja serwisowa Kosmicznego Teleskopu Hubble'a                                                                                      |  |
| 31  | 16 listopada    | 2009 | STS-129  | Konstrukcja dla ISS (ELC-1/ELC-2) |  |
| 32  | 14 maja         | 2010 | STS-132  | Konstrukcja dla Międzynarodowej Stacji Kosmicznej (MIM-1) oraz paleta ładunkowa (ICC-VLD)                                             |  |
| 33a | 8 lipca         | 2011 | STS-135  | Zaopatrzenie ISS; ostatni lot wahadłowca                                                                                              |  |
| 33b | 21 lipca        | 2011 | STS-135  | Lądowanie promu kończące erę wahadłowców                                                                                              |  |

## Galeria

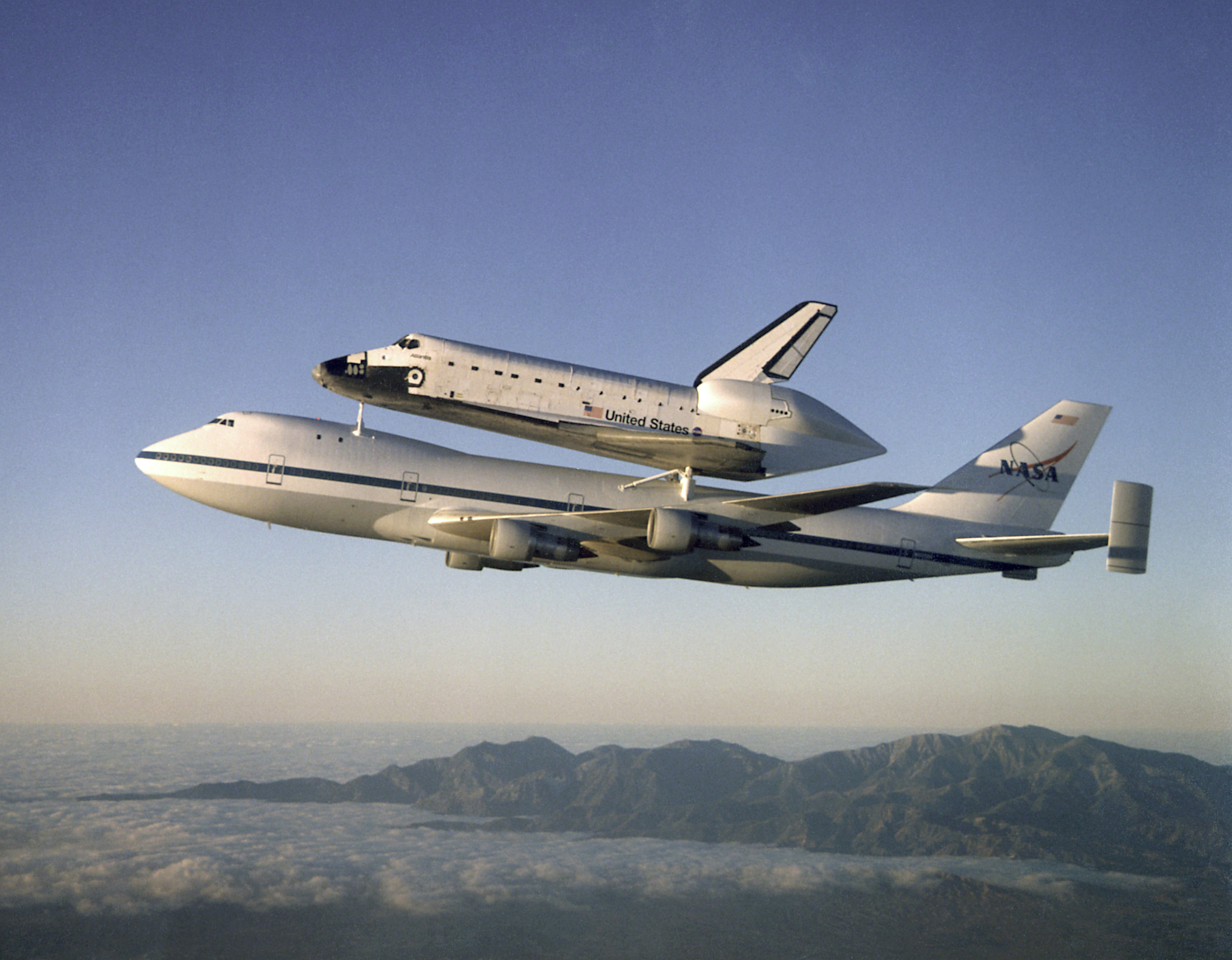
Prom niesiony przez Boeinga 747
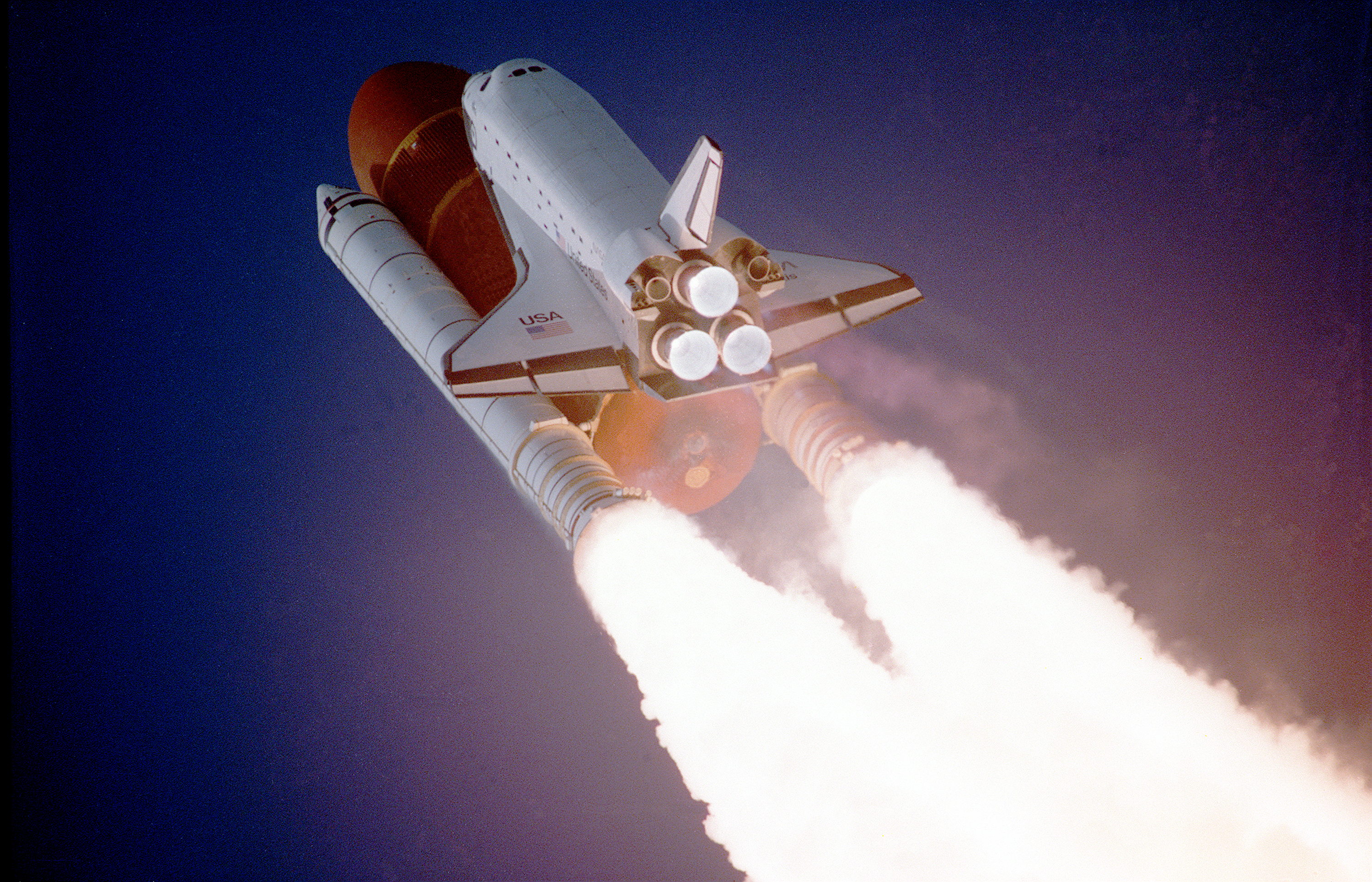
Start promu Atlantis w misji STS-27
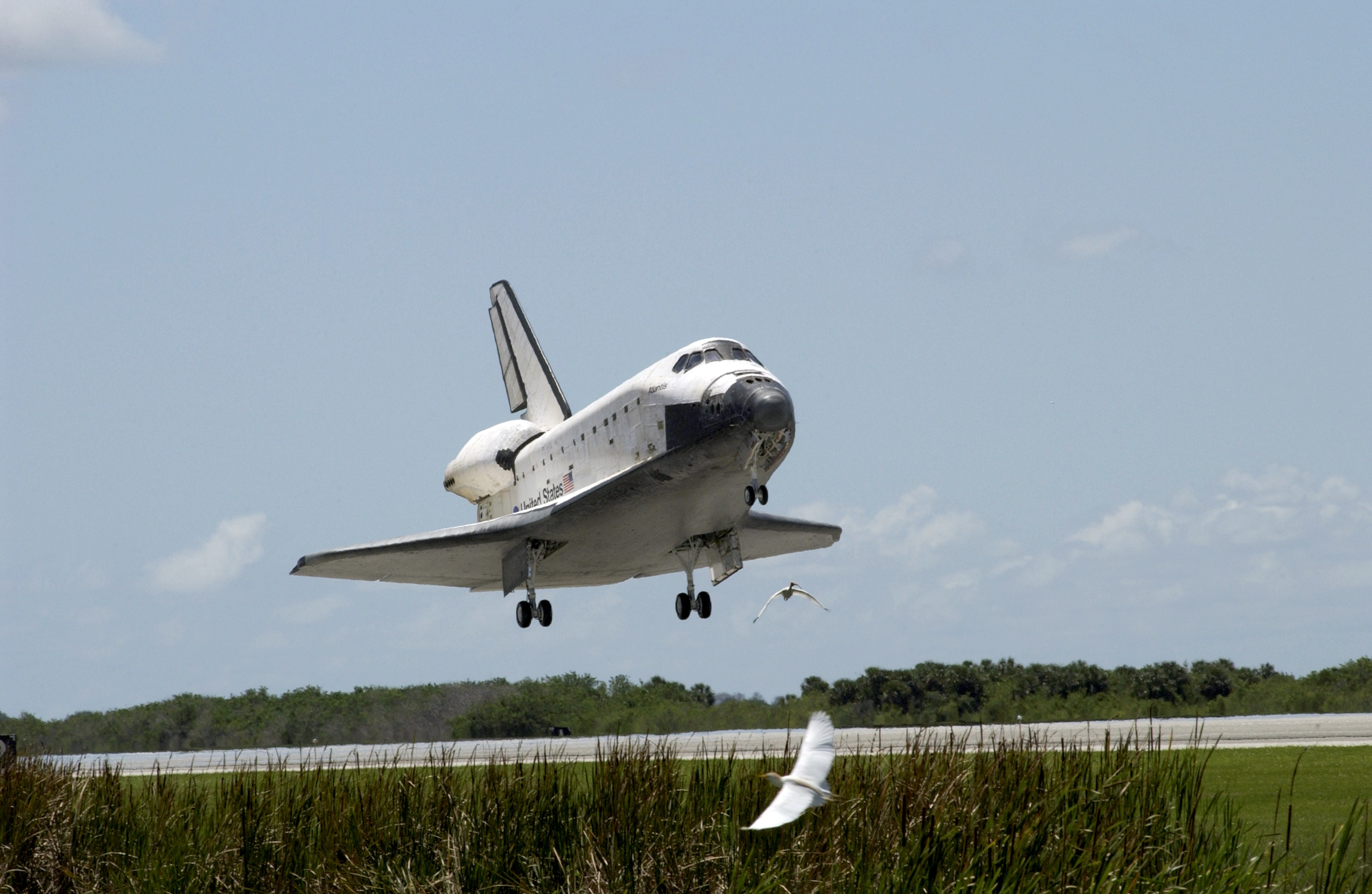
Lądowanie kończące misję STS-110 (19 kwietnia 2002)
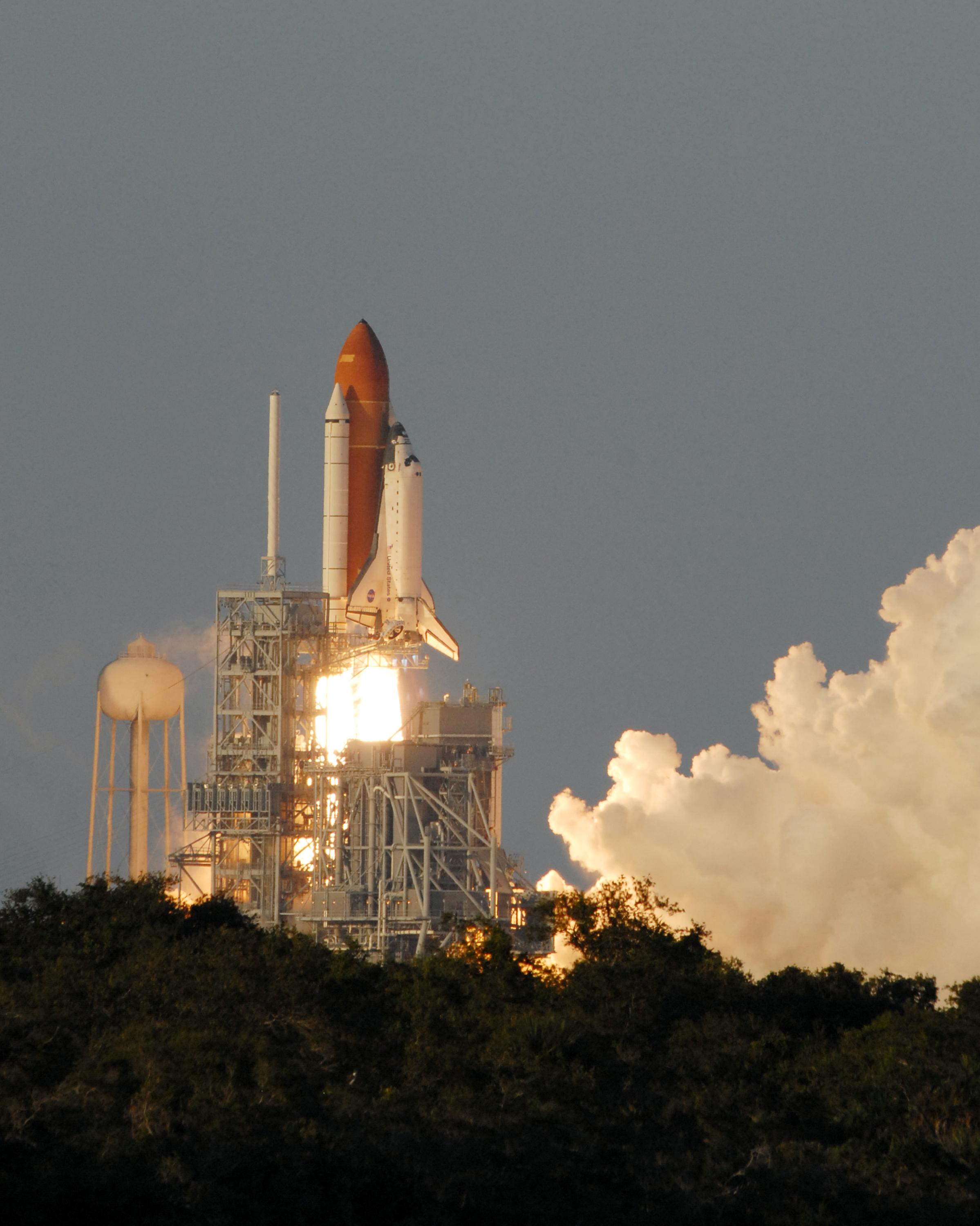
Start rozpoczynający misję STS-117